# Afblazen promotie Marcoen Cabbolet
In januari 2008 werd aan de Technische Universiteit Eindhoven de promotie van M.J.T.F. (Marcoen) Cabbolet afgeblazen, hoewel het proefschrift al door de promotiecommissie was goedgekeurd. Dit is zo ongebruikelijk dat het voorval de landelijke pers haalde.
Cabbolet, geboren in 1967 in het Limburgse Boukoul studeerde in 1991 aan de TU Eindhoven af in de chemische technologie met als specialisatie fysisch-organische chemie. Hij was coauteur van twee artikelen in het Journal of Physical Chemistry over radicale kationen.

## Proefschrift
De titel van het manuscript voor zijn proefschrift luidt: Elementary Process Theory, mathematical-logical principles of individual processes in a non-local, non-deterministic, non-probabilistic, heterogeneous universe.
Het manuscript behandelt een wiskundig-logisch raamwerk waarbinnen enkele fundamentele vraagstukken van de natuurkunde worden behandeld. Cabbolet ontwikkelt er een onconventionele theorie in die, naar zijn zeggen, onverenigbaar is met de kwantummechanica en de algemene relativiteitstheorie.

### Totstandkoming
Cabbolet werkte vanaf 1997 aan zijn promotiewerk, samen met beoogd promotor Sergey Sannikov van het Instituut voor Physica en Technologie KIPT in Charkov (Oekraïne). "Het onderzoek behelst het ontwerpen van een wiskundige beschrijving van een fundamenteel nieuwe stelling over het gedrag van elementaire deeltjes. Uit de stellingname volgt dat er theoretisch volkomen nieuwe bronnen voor energiewinning bestaan, voorlopig is het echter nog te vroeg om conclusies te trekken", zo meldde Cabbolet in het Chemisch Weekblad van 8 juli 2000.
Hij was op dat moment bezig met een proces tegen NWO, aangezien deze organisatie een aanvraag van hem niet in behandeling wilde nemen, omdat Sannikov niet aan een Nederlandse universiteit verbonden was. Het a priori weigeren van een aanvraag is wat Cabbolet wilde toetsen bij de rechter. De rechter stelde NWO echter in het gelijk.
Sannikov kwam te overlijden voor het onderzoek was afgerond.

## Gang van zaken rond de promotie
Cabbolet heeft zijn proefschrift in oktober 2007 binnen de Graduate School van de Universiteit van Tilburg voorgelegd aan de promotiecommissie van de Faculteit Geesteswetenschappen. Eerste promotor werd dr. Harrie de Swart, hoogleraar in de filosofie van de wiskunde, logica en logische semantiek, gepromoveerd in de grondslagen van de wiskunde. De rector van UvT, Frank van der Duyn Schouten, beweerde in de pers dat Cabbolet zijn proefschrift terug trok, vanwege "ernstige kritiek" van fysici in de promotiecommissie. Volgens Cabbolet is dat onwaar; hij heeft het proefschrift teruggetrokken, vanwege een persoonlijke aanvaring met prof. Stefan Hartmann van de UvT, een van de leden van de promotiecommissie. Hartmann eiste dat Cabbolet ook in het proefschrift inging op de vraag waarom hij geen theorie had ontwikkeld vanuit de aanname dat een verafgelegen planeet gemaakt is van groene kaas.
Hierna bood Cabbolet zijn proefschrift aan bij de Faculteit Wiskunde en Informatica van de Technische Universiteit Eindhoven (TU/e). Ook hier werd De Swart eerste promotor. Tweede promotor was de wiskundige en emeritus-hoogleraar van de TU/e Malo Hautus; als copromotor zou optreden de theoretisch natuurkundige Karl Svozil, als associate professor verbonden aan de Universiteit van Wenen.
Enkele weken voor de promotie gaf Cabbolet een interview aan het weekblad Cursor van de Eindhovense universiteit.
Door het artikel (openingszin: Hij zou zomaar eens de Einstein van deze eeuw kunnen worden) kwam de controversiële aard van het proefschrift in de publiciteit.
Naar aanleiding hiervan besloot de decaan van de Faculteit Wiskunde en Informatica, prof. Kees van Hee, een tweede beoordelingsronde voor het proefschrift op touw te zetten. Hij deed dit op eigen initiatief; er was geen officieel overleg met de universiteit. Voor deze herbeoordeling schakelde hij de volgende personen in: zijn faculteitsgenoten Andries Brouwer en Jos Baeten (beiden van de Technische Universiteit Eindhoven), zijn voormalige klasgenoot en nobelprijswinnaar Gerard 't Hooft (Universiteit Utrecht) en zijn kennis Boudewijn Verhaar (Technische Universiteit Eindhoven). De beoordelingsrapporten waren negatief. Zo vond prof. dr. Gerard 't Hooft, Universiteitshoogleraar theoretische fysica te Utrecht en Nobelprijswinnaar, het proefschrift vaag; tegen een journalist zei hij: "Ik kan er geen brood van bakken". "Voor wat ik van het wiskundige deel begrijp, klinkt het me allemaal erg vaag in de oren." Ook meldde hij dat de theorie onmogelijk kon kloppen, omdat er uit zou volgen dat antimaterie positieve rustmassa heeft, maar toch van de aarde af beweegt onder invloed van de zwaartekracht. In een reactie liet promotor Harrie de Swart daarover weten: "Het proefschrift bestaat uit een logisch raamwerk met een natuurkundige interpretatie. Die interpretatie was voor mij en voor de promotiecommissie helder. Maar dan maak je dus mee dat iemand als 't Hooft zegt dat ie 'geen brood kan bakken' van het onderzoek. En dan ben ik zeer verbaasd, want wij zijn toch ook niet helemaal gek." Cabbolet zelf stelde dat over de beoordelingsrapporten de "stank van pseudoscepticisme" hangt.
Gebaseerd op de negatieve kritiek besloot het college op 21 januari de promotie definitief af te blazen, met als reden dat het proefschrift niet aan de eisen voldeed.
Cabbolet verweerde zich middels een open brief in Cursor. Hij maakte aanmerkingen op de gang van zaken, met name de korte tijd die de externe deskundigen hadden om het proefschrift te beoordelen (de reactie van 't Hooft kwam nog op dezelfde dag waarop proefschrift was ontvangen), en weersprak enkele inhoudelijke punten van kritiek.
De Swart stelt in een interview met het NRC: "Ze hebben het werk te vluchtig bekeken en het niet begrepen. Ik heb de indruk dat ze, Gerard ’t Hooft met name, geen kaas hebben gegeten van formele logica."

## Uitspraak commissie Wetenschappelijke Integriteit
Op 29 augustus 2008 publiceerde het NRC Handelsblad een artikel omtrent een vertrouwelijk advies aan het College van Bestuur van de Commissie Wetenschappelijke Integriteit van de Technische Universiteit Eindhoven. Daarin werd gesteld dat er sprake was van onzorgvuldigheid bij de herbeoordeling van het promotieonderzoek van Cabbolet. Specifiek werd gesteld dat, in strijd met het promotiereglement en de Nederlandse Gedragscode Wetenschap, was nagelaten om hoor en wederhoor toe te passen voordat besloten werd de promotie af te blazen. Ook werd geoordeeld dat twee aan de TU/e verbonden medewerkers, Fred Lambert en Reinier Post, de "grenzen van het professioneel wetenschappelijk handelen" hadden overschreden door op Wikipedia grievende passages omtrent Cabbolet toe te voegen.
In een voorlopige reactie gaf de universiteit te kennen dat ze het eens was met de conclusie dat de "beoordelingsprocedure van het proefschrift niet naar behoren was verlopen, maar dat de afwijzing terecht was omdat het niveau beneden de maat was".

## Uiteindelijke promotie
Op 23 september 2011 heeft Cabbolet kunnen promoveren bij de Vrije Universiteit in Brussel, met als promotor prof. dr. Jean Paul Van Bendegem, bij de Faculteit Logica en Wetenschapsfilosofie. Zijn proefschrift was genaamd Elementary Process Theory: axiomatic introduction and applications. Hij behaalde zijn doctoraat met grote onderscheiding.

## Meer over het werk
Het tijdschrift Natuurwetenschap en Techniek wijdde in september 2008 een artikel aan het werk, waarin Cabbolet informeel en in het kort zijn theorie uiteenzet. Ook is een reactie van 't Hooft opgenomen.
Op 16 augustus 2010 verscheen er een artikel van Cabbolet in het tijdschrift Annalen der Physik dat gebaseerd is op het natuurkundige deel van zijn dissertatie. In 2014 verscheen ook nog een artikel in het tijdschrift Logique et Analyse, dat gebaseerd is op het wiskundige deel van de dissertatie. Cabbolet en De Swart stelden dat met het verschijnen van de publicaties van de inhoud van de dissertatie in ISI-tijdschriften het bewijs rond was dat "de promotie aan de TU/e destijds niet met wetenschappelijke argumenten, en dus onterecht, is tegengehouden".